# Santa María Camotlán
Santa María Camotlán là một đô thị thuộc bang Oaxaca, México. Năm 2005, dân số của đô thị này là 1333 người.